# Cebrio fairmairii
Cebrio fairmairii là một loài bọ cánh cứng trong họ Cebrionidae. Loài này được Raffray miêu tả khoa học năm 1873.